# Shelley Gillen
 (décembre 2019).
Si vous disposez d'ouvrages ou d'articles de référence ou si vous connaissez des sites web de qualité traitant du thème abordé ici, merci de compléter l'article en donnant les références utiles à sa vérifiabilité et en les liant à la section « Notes et références ».
Shelley Gillen est une productrice et scénariste canadienne,.

## Biographie
Shelley Gillen a étudié la musique au Centre des arts d'Interlochen (en), le journalisme à l'Université Ryerson et le théâtre à l'Université de Toronto.
De 1994 à 2007, elle a été cadre supérieure à la télévision à péage et a aidé d’autres scénaristes, réalisateurs et producteurs canadiens à présenter leur produit à l’écran. En tant que responsable des affaires créatives chez Movie Central, Corus Entertainment, elle a commandé la première série dramatique originale du réseau, en tant que responsable de la production de films révolutionnaires tels que Slings & Arrows (en) (2003), ReGenesis (2004), Terminal City (TV series) (en) (2005) et Durham County (2007).
Elle a joué un rôle essentiel dans le développement et le financement de plus d'une centaine de longs métrages, dont deux nommés aux Oscars, Water (2005) de Deepa Mehta et Loin d'elle de Sarah Polley (2006), et elle a été créditée comme producteur exécutif de Fido (2006).
En 2003, elle a reçu un Wayne Black Service Award de la part de Women in Film and Television Vancouver et un Leo Awards pour des réalisations individuelles exceptionnelles.

## Filmographie

### Productrice

#### Télévision
- 2010 : Paper Promises de Shane Harvey.
- 2009 : Les Enquêtes de Murdoch de Cal Coons, Maureen Jennings et Alexandra Zarowny.
- 2009 : The Listener de Michael Amo et Sam Egan.
- 2009 : How to Boil a Frog (en) de Jon Cooksey.

#### Cinéma
- 2006 : Fido d'Andrew Currie (director) (en).
- 1991 : Clearcut (film) (en) de Ryszard Bugajski.

### Scénariste
- 2018 : Dangereuse influence de Vic Sarin.
- 2014 : Un homme inquiétant de Vic Sarin.
- 2013 : Ma sœur, mon pire cauchemar de Vic Sarin.
- 2012 : Mauvaise Influence de Vic Sarin.
- 1997 : Kleo the Misfit Unicorn de Gordon Stanfield.

### Parolière
- 2014 : No Regrets (musique de Shane Harvey), interprétée par Emily Osment dans Un homme inquiétant.
- 2012 : Love Me Til You Die (musique d'Alexandra Mihill), interprétée par Jessica Lowndes dans Mauvaise Influence et Dangereuse influence.
- 2010 : She Was My Momma et Till I'm Dead And Gone (musiques de Shane Harvey), interprétées par Larry Harvey dans Paper Promises.
- 1988 : Listen To The People (musique de Shane Harvey), interprétée par Shane Harvey.
- 1987 : Ricky (musique de Shane Harvey), interprétée par Shane Harvey.